# Joel Ezeta
Iván Joel Raúl Ezeta Boza (Lima, 12 de diciembre de 1984) es un actor, director de teatro y productor peruano. Es más conocido por los papeles protagónicos de Beto en la serie Los choches y Johan en la secuela de acción La gran sangre.

## Primeros años
Iván Joel Raúl Ezeta Boza nació en la capital Lima el 12 de diciembre de 1984, proveniente de una familia de clase media.

## Trayectoria

### Carrera como actor
Ezeta debuta en la televisión a los 9 años, participando recurrente en diferentes producciones de su país.[cita requerida] Poco tiempo después, comienza una etapa en la actuación debutando en la serie de televisión Pirañitas: Escuela de la calle allá por 1994, y al año siguiente Ezeta alcanza a la fama, protagonizando, junto al reconocido actor peruano  Ramón García, Jorge Gutiérrez y otros actores infantiles de aquel entonces, el otro trama Los choches para el canal Frecuencia Latina, interpretando al niño Beto.
Tras haber participado en cortos papeles en series y películas, Ezeta cumplido a la mayoría de edad protagoniza junto a Aldo Miyashiro, Norka Ramírez,  Pietro Sibille y Carlos Alcántara la secuela de acción peruana La gran sangre en el año 2006, donde interpretó a Johan, el personaje de un joven quién colaboraría con Tony Blades, Dragón y Mandril (encarnados por Miyashiro, Alcántara y Sibille respectivamente) para derrotar al antagonista «el Conde».[cita requerida] Gracias a su popularidad del papel, Ezeta participó con el mismo rol en la cinta de la ficción al año siguiente.
En 2008, comienza una etapa de colaboraciones con la productora Michelle Alexander, inicialmente participando en la serie Dina Paúcar, el sueño continúa, secuela de Dina Paúcar, la lucha por un sueño, también producida por Alexander.[cita requerida]
Además, Ezeta protagoniza la película Peloteros en 2006 en el papel de Norman compartiendo el rol al lado de Maricarmen Marín y Stefano Tosso,[cita requerida] y tuvo una participación especial en la serie cómica De vuelta al barrio en 2017 como Walter Pajuelo.
En 2011, se sumó a la secuela cómica Yo no me llamo Natacha en el coprotagónico de Randy Dávila, quién sería el enamorado de la coprotagonista, la empleada del hogar Kerly Patiño (Gabriela Alcántara).

### Carrera como productor y director
A lo paralelo con la actuación, en 2011 Ezeta debuta como productor colaborando con la presentadora televisiva María Pía Copello en la producción de su programa infantil 3, 2, 1 María Pía.
Además, dirige su propia productora bajo el nombre de EZ Casting, donde realiza casting para diversas producciones del Perú, tanto series así como programas de televisión. Dirigió la obra Un cuento de cuentos en 2016, con Kukuli Morante como protagonista y se sumó al elenco del programa La gran estrella en 2022,  asumiendo el rol de productor de televisión y jefe de casting, enfocado en la elección de los participantes del concurso.
Además, produjo el cortometraje Cooking isn't love, bajo la dirección de Eduardo Noblecilla.[cita requerida]

## Filmografía

### Televisión

#### Series de televisión
- Pirañitas: Escuela de la calle (1994) como «Beto» (protagónico y debut actoral).
- Los choches (1995) como «Beto» (protagónico).
- Leonela, muriendo de amor (1997) como «Juanito» (rol principal).
- Amor serrano (1998) como «Lito» (rol principal).
- Gente como uno (2000)
- Estrellita (2000)
- Polvo enamorado (2003) como el Muchacho del Campo (rol principal).
- Pisco sour (2003)
- Misterio (2004)
- Viento y arena (2005)
- Detrás del crimen (2005) como uno de los asaltantes del negro Canebo (rol de participación especial, capítulo: El negro Canebo).
- La gran sangre (2006) como Johan (protagónico).
- La gran sangre 2: Contra las diosas malditas (2006) como Johan (protagónico).
- La gran sangre 3: El encuentro final (2006-2007) como Johan (protagónico).
- La gran sangre 4 (2007) como Johan (protagónico).
- Dina Páucar, el sueño continúa (2008)
- Magnolia Merino: La historia de un monstruo (2008-2009) como Hernesto «Tito» Machado (rol principal).
- Puro corazón (2010)
- Yo no me llamo Natacha (2011) como Randy Dávila (coprotagónico).[4]
- Yo no me llamo Natacha 2 (2012) como Randy Dávila (coprotagónico).[4]
- De vuelta al barrio (2018) como Walter Pajuelo / «Niño viejo» (invitado especial).[3]

#### Programas de televisión
- La gran estrella (2022) como él mismo (jefe de casting y productor).[2]
- 3, 2, 1 María Pía (2011) como él mismo (productor general).[5]

### Cine

#### Como actor
- Confianza (Cortometraje, 2003)
- Días de Santiago (2004) como el amigo de Inés (rol secundario).[1]
- Mañana te cuento (2005) como la pareja del parque (rol recurrente).
- Peloteros (2006) como Norman (protagónico).[1]
- La gran sangre: La película (2007) como Johan (protagónico).

#### Como productor
- Cooking isn't love (2022) como él mismo (productor general).[2]

### Teatro

#### Como productor
- Los hermanos y el duende Zafir (2015) como él mismo (productor y director).[7][8]
- Un cuento de cuentos (2016) como él mismo (director de escena)[6]
- El Beat que mueve la ciudad (2018) como él mismo (director de casting).[9]

#### Como actor
- El herrero del rey (2012) como «el Juglar» (rol principal).[10]
- Apetito en el bosque encantado (2010) como Apetito (protagónico).[11]
- Los hermanos y el duende Zafir (2015)